# Mispila punctifrons
Mispila punctifrons là một loài bọ cánh cứng trong họ Cerambycidae.